# Carlo Sarrabezolles
Carlo Sarrabezolles o Charles Louis Joseph Marie Sarrabezolles, llamado Carlo, ( Toulouse, 27 de diciembre de 1888 - París, 11 de febrero de 1971), fue un escultor francés, 

## Biografía
Tras estudiar en la Ecole des Beaux-Arts de Toulouse desde 1904 hasta 1907, continuó sus estudios en la École des Beaux-Arts de París, donde fue discípulo de los escultores Antonin Mercié y Louis Marqueste. Participó varios años en el Premio de Roma, a pesar de su corta edad, hasta que en 1914, cuando ganó el segundo Gran Premio. La declaración de guerra le impidió viajar con la beca ganada para estudios a la Villa Médicis en Roma. 
En 1920, se casó con Nicole Cervi, con quien tuvo tres hijos. 
En 1922, su escultura El alma de Francia le valió el Premio Nacional. 
Realizó numerosas obras para la Exposición de Artes Decorativas de 1925, entre ellas la de Palas Atenea, para la entrada del pabellón de los arquitectos franceses. 
Se orientó hacia una escultura monumental, que participando en las reconstrucciones de la posguerra y la edificación de numerosos monumentos. Trabajó en estrecha colaboración con los arquitectos Paul Tournon, Roger-Henri Expert, Jacques Droz, Jacques Carlu, Joseph Marrast y Henry Joulie.

## Escultura de hormigón
En 1926, Carlo Sarrabezolles introduce una nueva técnica, con hormigón fresco. La aplicó por primera vez al campanario de la iglesia de Villemomble (Seine-Saint-Denis). Del 20 agosto al 3 de noviembre de 1926, realizó 20 estatuas de personajes, 4 serafines, los símbolos de los evangelistas y numerosas inscripciones. Hasta entonces el cemento permitía hacer esculturas para modelaje. Aquí, no hacia falta molde, ni maqueta: aquí trabajaba la masa de cemento rápidamente y por capas sucesivas desde el fondo de la pieza. Esta es una obra de improvisación, lo que explica que haya pocos especialistas en este campo pero que satisface a los maestros de obras, tanto por su estética como por su economía. La escultura hace cuerpo, indivisible, con la arquitectura. Realizó de esta manera la fachada y el campanario de la Iglesia de Santa Teresa de Elisabethville en Aubergenville (Yvelines), los dos gigantes de legendarios, Lydéric y Phinaert, que constituyen la base de la torre del campanario nuevo de Lille, y ejecutó otras obras de este mismo tipo en los años siguientes: la escultura de la torre de Saint-Pierre Alfortville (1932, destruida en 1980), Notre-Dame-des-Misiones Epinay-sur-Seine (1934, arquitecto Paul Tournon), la decoración exterior de la iglesia de Saint-Louis de Marsella (1935, arquitecto John Sourdeau).
Es el autor del grupo de los Cuatro elementos del ala Passy del Palacio de Chaillot en París. 
Su exigencia de calidad era tal, que una vez el grupo colocado en su lugar, cortó una parte que no le satisfacía, y lo repitió nuevamente en su lugar, todo a su costa. En 1935, su amigo el arquitecto Roger Expert, responsable de la planificación de Normandia le encargó un bronce, el Genio del Mar, que sigue siendo una de sus obras más importantes, aunque no se haya emplazado definitivamente . 
En 1967, restauró las figuras talladas por David d'Angers, en el frontón del Panteón de París.
Trabajó tanto en Francia como en el extranjero, hasta su muerte en su estudio de la Rue des Volontaires en París el año 1971.